# نادي يونيفيرسيتي أف تسمانيا
يونيفيرسيتي أُف تسمانيا هو نادي كرة قدم أسترالي